# 764 (číslo)
Sedm set šedesát čtyři je přirozené číslo. Následuje po čísle sedm set šedesát tři a předchází číslu sedm set šedesát pět. Římskými číslicemi se zapisuje DCCLXIV a řeckými číslicemi ψξδ.

## Matematika
764 je:
- Deficientní číslo
- Složené číslo
- Nešťastné číslo

## Astronomie
- (764) Gedania je planetka hlavního pásu, kterou objevil v roce 1913 Franz Kaiser

## Roky
- 764
- 764 př. n. l.